# 中国野生动物园调查报告
《中国野生动物园调查报告》是八位志愿者在调查了北京八达岭野生动物世界、大兴野生动物园、上海野生动物园、广州番禺香江野生动物世界、深圳野生动物园、北京动物园、武汉市动物园等二十四个中国的野生动物园和城市动物园的状况之后写出的关于动物福利的调查报告。这些参与调查的志愿者来自北京大学、清华大学、北京师范大学、北京林业大学等高校
调查报告指出中国的野生动物园中动物的生存状况不容乐观，着重分析了中国野生动物园的现状、野生动物园中的动物表演和野生动物园中的活体喂食。
报告指出中国的野生动物园在商业利益的驱动下过分增长，存在着规模过大，贪多求全；重复建设严重；大量从野外捕捉珍稀野生动物；管理混乱动物福利没有保障等问题。报告还指出，野生动物园中普遍存在的动物表演违背动物天性；存在着表演时间过长、表演动物没有安全保障、使用幼小动物进行演出造成其心理扭曲等违背动物福利的现象，并根据调查结果明确指出这些动物表演对公众产生了一定的负面教育作用。关于活体投喂的问题报告指出，打着野化训练旗号的活体投喂是堪与古罗马斗兽相提并论的野蛮行为。被食饵动物、猛兽和观看喂食的观众都在不同程度上受到这种野蛮行为的伤害。
针对上述种种问题，报告提出以下建议：严格对野生动物园的审批手续；减少野生动物园的建设而加强自然保护区的建设和管理；不使用幼小动物进行杂技表演；减少乃至取消动物表演项目代之以动物保护宣教；停止任何活体投喂表演；少去乃至不去那些动物福利状况不好的野生动物园。